# Sodomka PRK 6

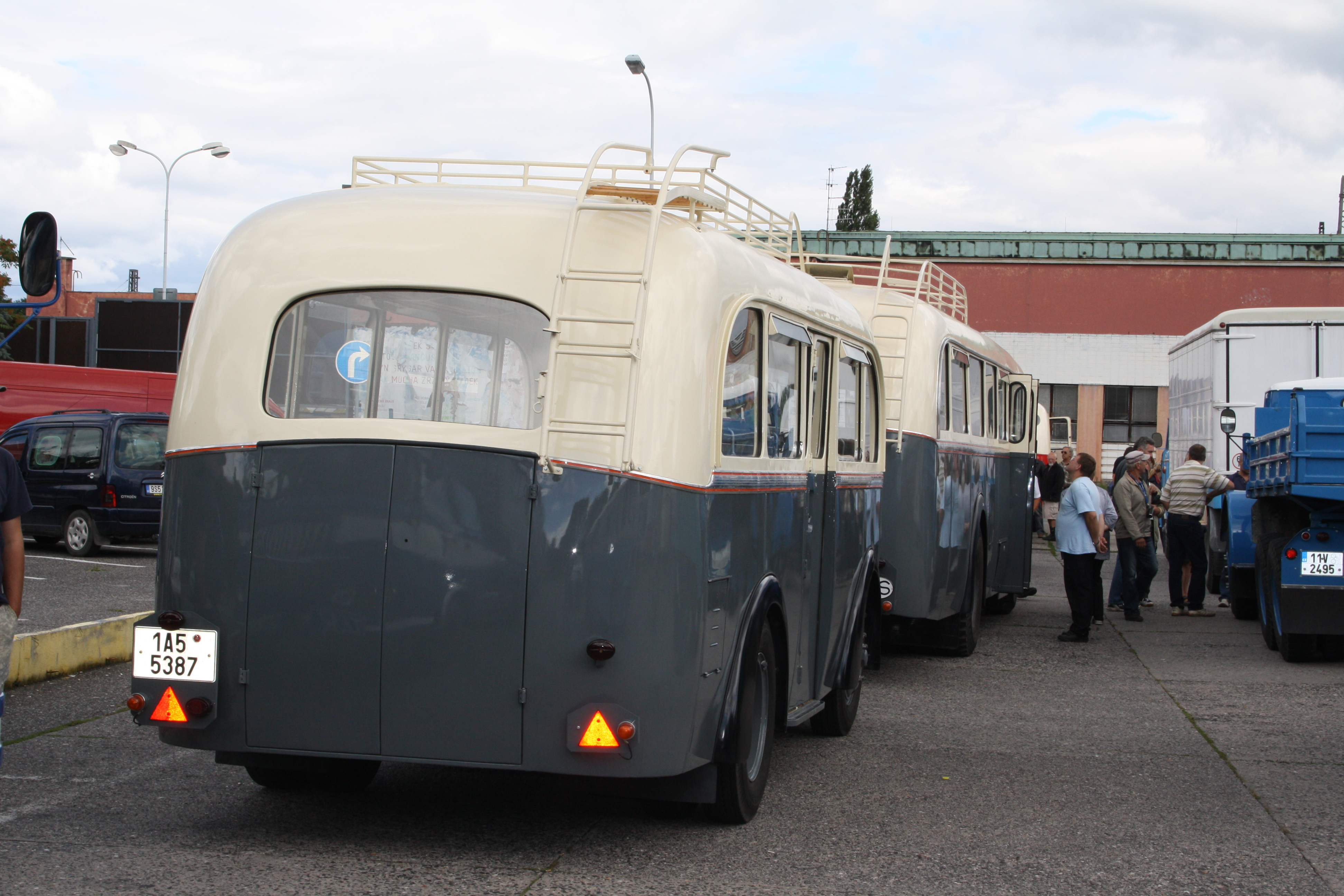
Přívěs Sodomka PRK 6 v soupravě s autobusem Škoda 706 RO

Sodomka PRK 6 je autobusový přívěs, který za druhé světové války vyráběla firma Sodomka (pozdější Karosa) ve Vysokém Mýtě.

## Konstrukce
Sodomka PRK 6 (odvozený od typu Sodomka RPA) je dvounápravový autobusový vlečný vůz (přívěs). Měl dřevěnou samonosnou karoserii, z vnější strany oplechovanou, s ocelovými výztuhami. Zadní náprava byla vybavena dvojmontáží (celkem 4 kola), náprava přední byla klasická se dvěma koly. Interiér vozu byl vybaven sedačkami umístěnými podélně. V předním i zadním čele se nacházela přes celou šířku vozu lavice. Vstup do vleku zajišťovaly jedny dvoukřídlé skládací dveře v pravé bočnici, přibližně uprostřed délky vozu.

## Výroba a provoz
Vlečné vozy PRK 6 (význam zkratky není znám, číslice označuje počet kol) vyráběla firma Sodomka v letech 1943 a 1944 jako nástupce mohutnějšího typu RPA. Vozy PRK 6 byly v provozu např. v Brně (dodáno zřejmě 5 kusů).
Do dnešních dnů se přívěsy PRK 6 dochovaly patrně ve dvou exemplářích. Druhý z nich byl nalezen v obci Nový Rychnov jako vrak v soukromé zahradě. V květnu 2008 byl vyzvednut nymburským dopravcem ČSAP a na podvalníku odvezen k renovaci. Jeho kompletní rekonstrukce byla dokončena v srpnu 2011.